# Uztárroz
Uztárroz (cooficialmente en euskera: Uztarroze) es una villa y un municipio español de la Comunidad Foral de Navarra, situado en la merindad de Sangüesa, en la comarca de Roncal-Salazar, en el valle de Roncal y a 104 km de la capital de la comunidad, Pamplona. Su población en 2024 fue de 140 habitantes (INE).
Su gentilicio es uztarroztarra, tanto en masculino como en femenino.

## Símbolos
El escudo de armas de la villa de Uztárroz tiene el siguiente blasón:

Cuartelado. 1.º, de azur y un puente de tres arcos de oro y sobre él la cabeza coronada de un rey moro. 2.º, de gules y un lebrel de plata siniestrado. 3.º, de gules y un castillo de plata. 4.º de azur y tres rocas de oro.

Este blasón es privativo de todo el valle de Roncal y de cada una de sus villas en particular.

## Geografía
La localidad de Uztárroz está situada en la parte Noreste de la Comunidad Foral de Navarra, dentro de la región geográfica de la Montaña de Navarra, la comarca geográfica de los Valles Pirenaicos Orientales, en el Norte del valle de Roncal y a una altitud de 869 m s. n. m.. Su término municipal tiene una superficie de 58,19 km² y limita al norte con Francia, al este con el municipio de Isaba, al sur con los de Roncal y Vidángoz, y al oeste con los de Escároz y Ochagavía.

## Demografía
Uztárroz cuenta con una población de 140 habitantes (INE 2024).
| Gráfica de evolución demográfica de Uztárroz entre 1842 y 2021 |
| |
| Población de derecho según los censos de población del INE Población de hecho según los censos de población del INEEn este censo se denominaba Ustarroz: 1842 En estos censos se denominaba Uztárroz: 1857, 1860, 1877, 1887, 1897, 1900, 1910, 1920, 1930, 1940, 1950, 1960, 1970, 1981 y 1991 |

## Personas destacadas
- Fidela Bernat (1898- 1991)